# Coronelismo, Enxada e Voto
Coronelismo, enxada e voto é um livro de Victor Nunes Leal publicado em 1948, oriundo de sua tese de concurso público para professor.
É um estudo da vida política brasileira a partir do sistema do coronelismo, que o autor considera sistema político. Chefes políticos, proprietários de terras, senhores do bem e do mal, os coronéis são figuras marcantes na história e na literatura brasileiras.

## Resumo
Os coronéis fazendeiros não eram militares de carreira. Pertenciam à Guarda Nacional, milícia cidadã, da qual teoricamente faziam parte todos os eleitores. No período do Império (1822-1889), o voto era censitário (baseado na renda), só uma elite votava.[carece de fontes?]

Os fazendeiros adquiriam legalmente a patente de coronel, que lhes dava o direito de constituir tropas provisórias em caso de conflito. Dessa forma, controlavam também a polícia, seu instrumento principal de abuso do poder.[carece de fontes?]

Victor Nunes Leal.

Na República Velha (1889-1930), o presidente Campos Sales (1898-1902) criou a "política dos governadores", dando forma às relações sociopolíticas dentro dos limites do "é dando que se recebe". Esse quadro deu início a uma cadeia de favores, que se estendia desde o relacionamento entre o presidente da República e os governadores dos Estados até o relacionamento entre os coronéis e os trabalhadores rurais. Assim, num encadeamento autoritário, as decisões deveriam ser acatadas em todos os níveis para que as reivindicações fossem atendidas.[carece de fontes?]
Sem uma legislação que os protegesse, os trabalhadores rurais, por concessão dos coronéis, residiam dentro das fazendas e recebiam um ordenado miserável. Em troca disso, aceitavam o voto de cabresto, elegendo os candidatos apoiados pelo patrão. Durante a República Velha, a votação não era secreta, o que permitia a constatação do voto pelos membros da mesa eleitoral. Os desobedientes sofriam desde uma advertência verbal até o castigo físico, além de correrem o risco da perda do emprego e da moradia.[carece de fontes?]
Portanto os trabalhadores rurais, elos mais fracos da corrente, nunca exprimiram o seu real pensamento político.[carece de fontes?]
Até 1930, embora as instituições fossem democráticas no país, nenhuma eleição podia ser considerada honesta.[carece de fontes?]